# Yann Marti
Yann Marti (Venthone, 7 giugno 1988) è un tennista svizzero. 
La sua posizione in classifica più alta è stata al numero 200 del mondo, ottenuto il 18 agosto 2014.

## Carriera
Nel settembre 2014 Yann Marti è stato chiamato come quinto giocatore e sparring partner per la semifinale di Coppa Davis Svizzera-Italia a Ginevra insieme a Roger Federer, Stan Wawrinka, Marco Chiudinelli e Michael Lammer. Sebbene Marti si sia classificato come il quarto giocatore svizzero dell'ATP (n. 209), Lammer (ATP 497) è stato preferito per le sue qualità di giocatore di doppio. Aveva vinto il doppio in coppia con Chiudinelli al primo turno in Serbia. Lo svizzero Severin Lüthi ha affermato che, vista l'importanza della partita contro l'Italia, non avrebbe proceduto a nessun esperimento con nuovi giocatori in questa fase.
A Marti è stato permesso di indossare per la prima volta la divisa della squadra ed è rimasto con la squadra per tutta la settimana.
Marti è andato molto vicino alla nomination per la finale di Coppa Davis 2014 contro la Francia, quando Federer era incerto a causa di un infortunio alla schiena. Marti è rimasto in Svizzera, ma è stato messo in stand-by dal capitano svizzero, nel caso avesse bisogno di sostituire Federer. Avrebbe potuto essere preferito a Marco Chiudinelli e Michael Lammer , per via dei suoi migliori precedenti sulla terra battuta. Tuttavia, le condizioni di Federer sono migliorate e Marti non è stato nominato.

## Controversie

### Coppa Davis 2015
Nel 2015 Marti è stato convocato per il primo turno di Coppa Davis contro il Belgio in quanto tennista elvetico più alto in classifica ATP a disposizione, dopo che Federer e Wawrinka hanno deciso di non giocare e che Chiudinelli si è infortunato. Tuttavia, dopo l'annuncio da parte del coach Severin Lüthi di non schierarlo nei primi incontri di singolare, ha deciso di abbandonare la squadra rientrando in svizzera e rilasciato interviste criticando aspramente la scelta di Lüthi.
A seguito di tale scelta, aggravata da dichiarazioni del padre di Marti, la Federazione Svizzera ha interrotto tutti i rapporti col tennista inclusi i sostegni economici basati sui risultati ottenuti in campo.
Sul caso sono intervenuti in maniera critica sia Roger Federer, definendo il comportamento "inaccettabile", che Stan Wawrinka richiedendo una sanzione per il compagno.
La Svizzera ha perso la sfida per 3-2 e ha dovuto schierare nell'incontro decisivo Adrien Bossel, giocatore di classifica inferiore a Marti. Il presidente della Federazione svizzera, René Stammbach, è rimasto estremamente turbato dal comportamento di Marti e ha confermato che Severin Lüthi aveva dato la garanzia a Marti che avrebbe giocato domenica, il che rende ancora meno comprensibile la partenza di Marti. Stammbach ha inoltre affermato che "Finché sarò presidente, Marti non sarà mai più convocato per la Coppa Davis".

### Gstaad 2018
Durante le qualificazioni per il Gstaad Open 2018 ha sconfitto al primo turno il connazionale Adrian Bodmer per poi rivolgere una serie di insulti a Severin Lüthi, seduto sugli spalti. Il comportamento non è passato inosservato e ha causato la squalifica di Marti dal torneo svizzero.